# Ray Meagher
Raymond Francis Meagher Roma, Australia, 4 de julio de 1944) es un actor australiano, conocido por interpretar a Alf Stewart en la serie australiana Home and Away.

## Biografía
Ray nació en Roma, al oeste de Queensland y creció en una estación de ganado ovino y bovino. Su madre murió cuando apenas tenía ocho años y su padre ocho años después, así que fue criado por su hermano mayor Collin Meagher.
Después de dejar la escuela Ray jugó para el Rugby Union Football y representó al estado de Queensland en varios juegos.
Ray se encuentra en el Libro de Récord Guinness por ser el actor con más larga duración en una serie dramática en Australia, ganándole a la actriz Kate Ritchie, quien interpretó a Sally Fletcher en Home and Away.
En el 2010 después de seis años juntos Ray se casó en secreto con su novia, la enfermera jubilada Gilly, durante una ceremonia secreta en su casa de Sídney. Tiene una hijastra llamada Rebecca.

## Carrera
Ray es un actor australiano que ha aparecido en numerosas series de televisión, películas y obras de teatro en Australia. Algunas de las obras en las que ha participado son Snow White and the Seven Dwarfs, A Refined Look at Existence, Dimbsó coola, entre otras... 
Su primera participación en la televisión fue como presentador del programa de música Around Folk. Ha aparecido en series como The Restless Years, Cop Shop, Ben Hall y en Skyways donde interpretó al Sargento Murphy en el episodio "The Crated Crim".
En 1977 interpretó durante un corto tiempo a Fred Shrimpton en la telenovela Number 96.
En 1978 apareció en la serie de televisión Run from the Morning, también participó en las películas Because He's My Friend, Newsfront y en The Chant of Jimmie Blacksmith; en 1979 apareció en la serie Top Mates y en las películas My Brilliant Career, The Odd Angry Shot y en la comedia The Journalist.
En 1980 participó en películas como Breaker Morant como el Sargento Mayor Drummond, en el drama cómico A Piece of Cake y en el drama Mystery Island.
En 1981 apareció en la serie Sporting Chance y dos años después apareció en las películas de drama On The Run donde interpretó a Joe Thompson, en The Weekly's War como Frank Packer y en Who Killed Baby Azaria?. Entre 1984 y 1985 participó en varias películas entre ellas Bootleg, Relatives, The Fire in the Stone, On The Loose y Mail Order Bride.
En 1985 apareció en la miniserie A Fortunate Life donde interpretó a Bad Bob en la primera parte del episodio "Starting Out". Al año siguiente apareció en las series Land of Hope, Five Times Dizzy y en la serie de crimen y drama The Great Bookie Robbery donde interpretó a Bob Temple. También participó en la película de acción y drama para la televisión The Blue Lightning y en Short Changed.
Entre 1979 y 1986 apareció en la serie Prisoner, donde interpretó a tres diferentes personajes villanos, entre ellos a Geoff Butler, Kurt Renner y al sádico gobernador Ernest Craven.
Entre 1987 y 1988 apareció en las miniseries The Shiralee, donde interpretó a Polkadot, en Spit MacPhee como Frank Arbuckle y en el drama True Believers donde dio vida a Tom Burke, junto a Nick Tate. 
En 1988 se unió al elenco de la serie australiana Home and Away, donde interpreta al residente Alfred «Alf» Stewart desde el inicio del programa hasta la actualidad. Alf es el padre de Ruth y Duncan Stewart, Owen Dalby y Quinn Jackson y abuelo de Martha Holden y Ric Dalby. Alf es el personaje con más larga duración en el programa.
En 2007 interpretó al Rey Rat en Dick Whittington. En diciembre de 2008 interpretó a Abanazar en Aladdin en el Teatro Anvil en Basingstokey y en 2009 al Capitán Hook en Peter Pan en el Teatro Assembly Hall en Tunbridge Wells.
En 2010 interpretó a Bob el Mecánico en la obra musical Priscilla Queen Of The Desert, papel que interpretó en 2007. Ray abandonará Home and Away durante seis meses para poder interpretar dicho papel.

## Filmografía

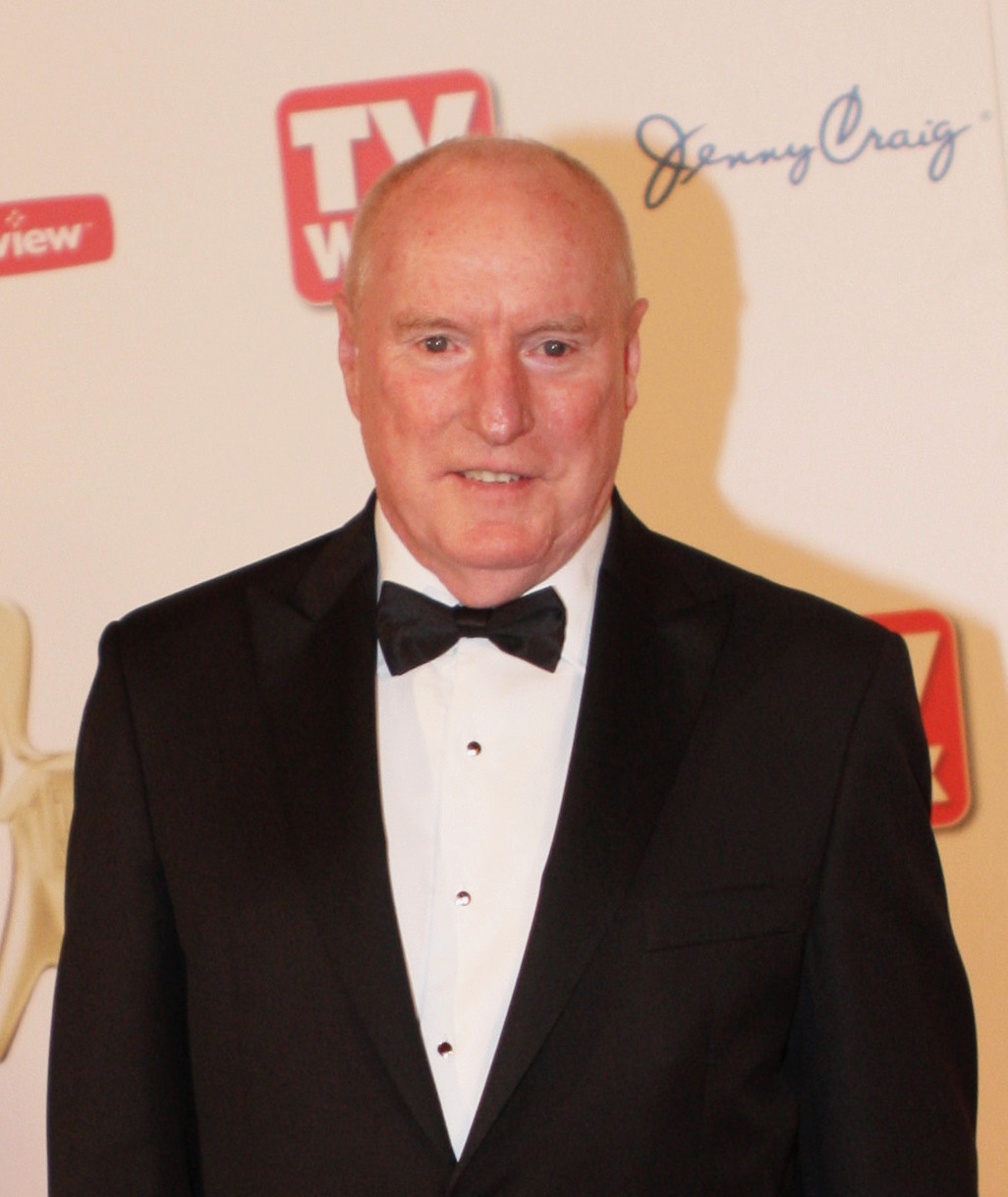
Ray durante la entrega de los premios Logie en el 2011.

### Series de televisión
| Año             | Título             | Personaje                               | Notas                          |
| --------------- | ------------------ | --------------------------------------- | ------------------------------ |
| 1988 - presente | Home and Away      | Alf Stewart                             | 3,652 episodios                |
| 1985            | Mother and Son     | Geoff                                   | episodio "The Card Game"       |
| 1984            | Five Mile Creek    | -                                       | episodio "The Hangman's Noose" |
| 1984            | Kingswood Country  | -                                       | 2 episodios                    |
| 1982 - 1986     | A Country Practice | Wally Stanley/Trev Bennnett/Tom Skilton | 6 episodios                    |
| 1981            | Holiday Island     | Norm Andrews                            | 2 episodios                    |
| 1979 - 1986     | Prisoner           | Ernest Graven/Kurt Renner/Geoff Butler  | 28 episodios                   |
| 1979            | Skyways            | -                                       | -                              |
| 1978            | Glenview High      | Policía                                 | episodio "Accident"            |
| 1977            | Number 96          | Fred Shrimpton                          | episodio #1.1164               |
| 1973            | Matlock Police     | Kurt Fisher                             | episodio "By Hook or by Crook" |

### Películas
| Año  | Título                         | Personaje              |
| ---- | ------------------------------ | ---------------------- |
| 1978 | The Chant of Jimmie Blacksmith | Dud Edmonds            |
| 1979 | The Odd Angry Shot             | Corporal               |
| 1980 | Breaker Morant                 | Sargento Maj. Drummond |
| 1981 | Hoodwick                       | Shaw                   |
| 1982 | The Mystery at Castle House    | Stakovich              |
| 1983 | Who Killed Baby Azaria?        | Sr. Lowe               |
| 1984 | On The Loose                   | Russell Leech          |
| 1985 | Relatives                      | Herb Taylor            |
| 1986 | The Blue Lightning             | Hale                   |
| 1986 | Short Changed                  | Marshall               |
| 1987 | Dark Age                       | Rex Garret             |
| 1987 | The Place at the Coast         | Tío Doug               |
| 1989 | Luigi's Ladies                 | Lance                  |

### Teatro
| Año        | Título                        | Papel            | Director       | Teatro                | Notas                                                               |
| ---------- | ----------------------------- | ---------------- | -------------- | --------------------- | ------------------------------------------------------------------- |
| 2011       | Peter Pan                     | Capitán Hook     | -              | Assembly Hall Theatre | junto a Sarah Jane Buckley, Christopher Pizzey & Jessica Punch      |
| 2008       | Aladdin                       | Abanazar         | -              | Anvil Theatre         | junto a Sarah Jane Buckley, Chris Jarvis y Nigel Harvey             |
| 2007, 2010 | Priscilla Queen of the Desert | Bob, el Mecánico | -              | Palace Theatre        | junto a Ben Richards, Oliver Thornton, Don Gallagher y Portia Emare |
| 2007       | Dick Whittington              | Rey Rat          | -              | Grand Theatre         | -                                                                   |
| 1978       | Catch Me if You Can           | -                | Robert Levis   | Marian St. Theatre    | junto a James Beattie, Helen Hough, Linda Newton y Peter Whitford   |
| 1976       | Comedians                     | -                | Hayes Gordon   | Ensemble Theatre      | junto a Les Foxcroft, Sean Kramer, John McTernan y Ronald Morse     |
| 1976       | The Rainmaker                 | -                | Rodney Delaney | Marian St. Theatre    | junto a Peter Adams, Laurence Hodge, John Martin y Russell Newman   |
| 1975       | The Floating World            | -                | -              | -                     | junto a Laurence Hodge, Marion Johns, Michael Caton y Francis Yin   |

## Premios y nominaciones
| Año  | Categoría                              | Premio                  | Trabajo          | Resultado |
| ---- | -------------------------------------- | ----------------------- | ---------------- | --------- |
| 2018 | Most Popular Actor                     | Logie Award             | Home and Away    | Ganó      |
| 2012 | Actor más Popular                      | Premio Silver Logie     | Home and Away    | Nominado  |
| 2010 | Actor más Popular                      | Premio Silver Logie     | Home and Away    | Nominado  |
| 2010 | Personalidad de Televisión más Popular | Premio Gold Logie       | Home and Away    | Ganador   |
| 2008 | Actor más Popular                      | Premio Digital Spy Soap | Home and Away    | Nominado  |
| 2008 | Mejor Actor                            | Premio Penguin          | Mail Order Bride | Ganador   |